# Laurales

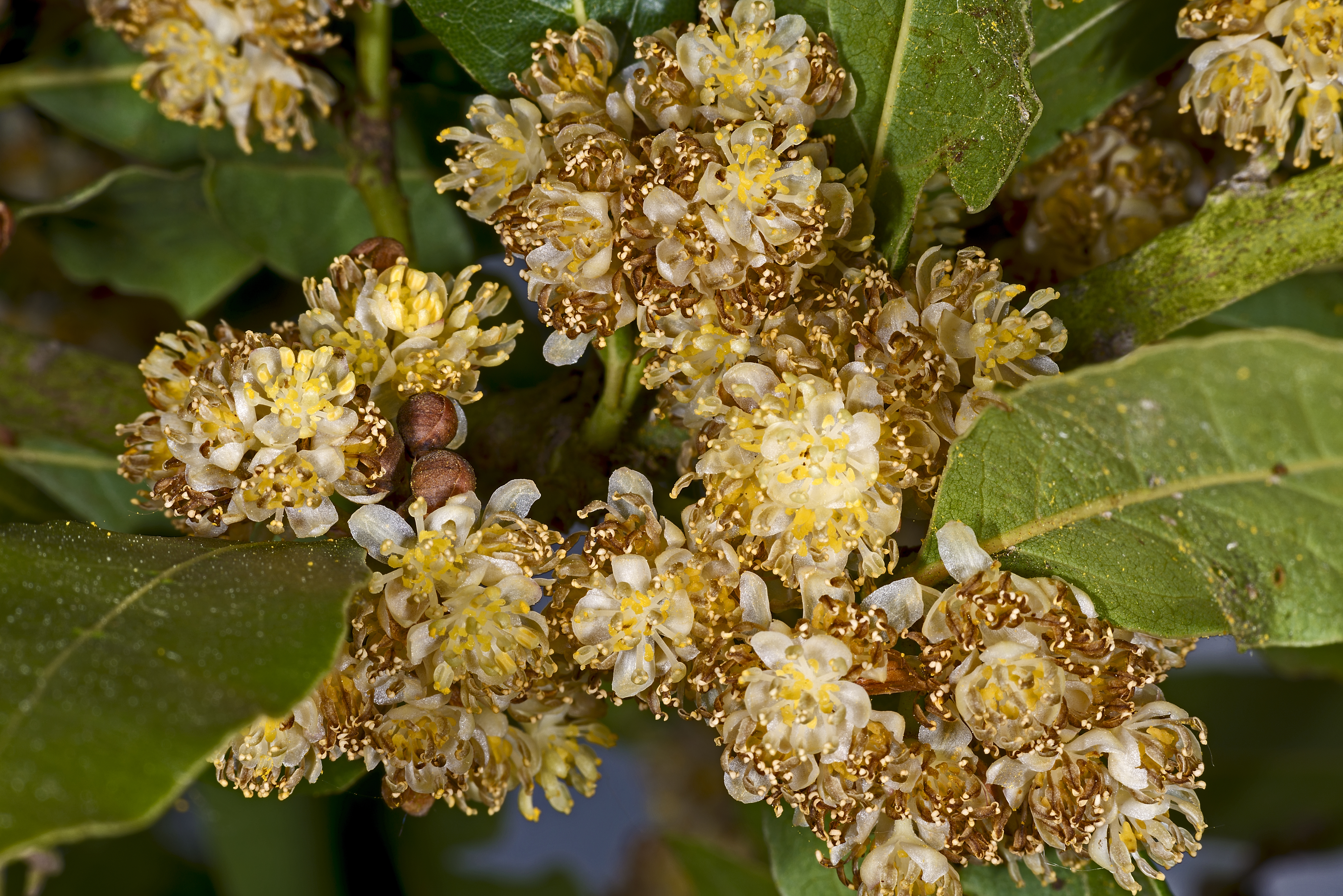
Flores e folhas de Laurus nobilis (Lauraceae).

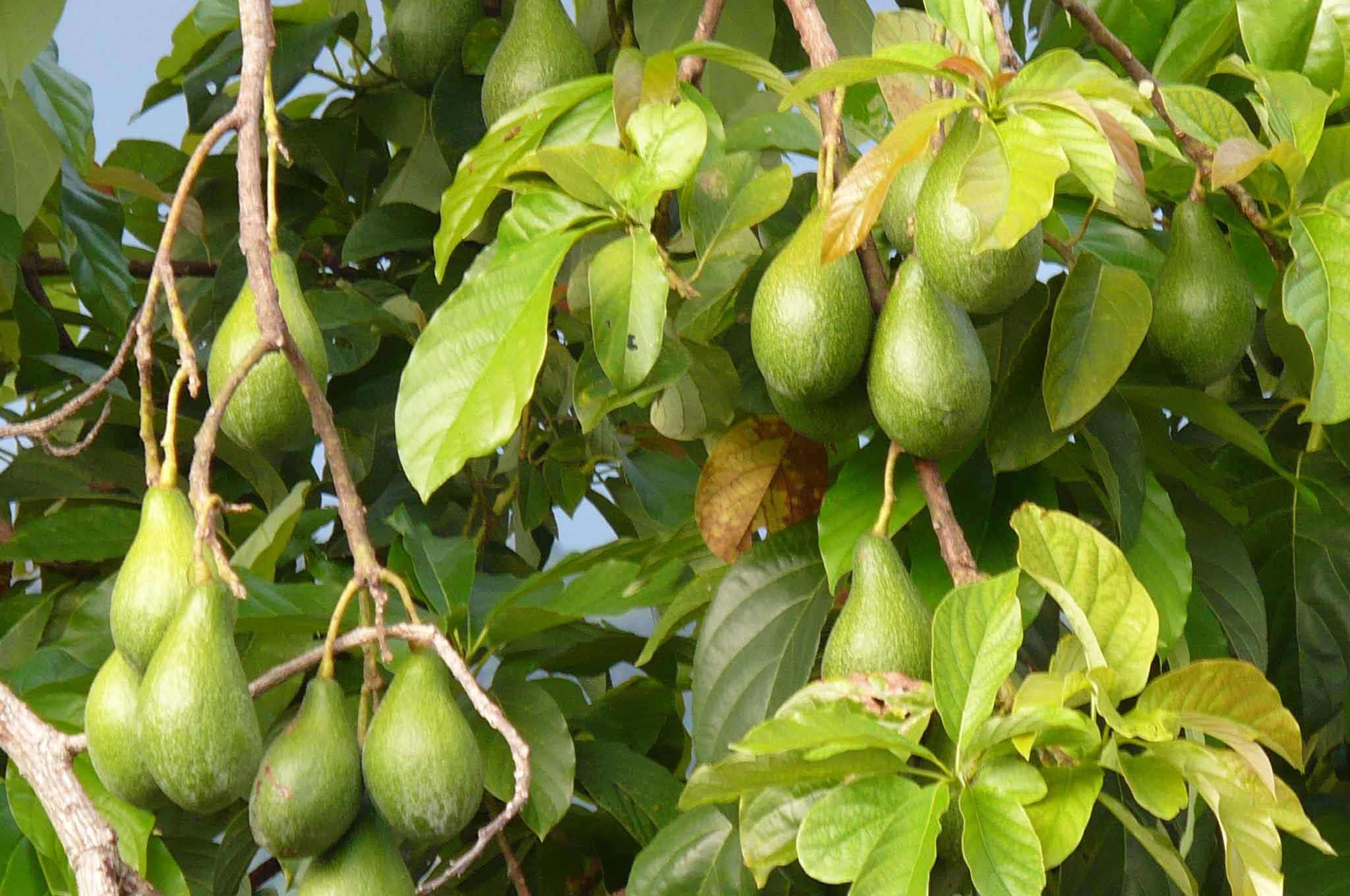
Frutos de Persea americana (Lauraceae).

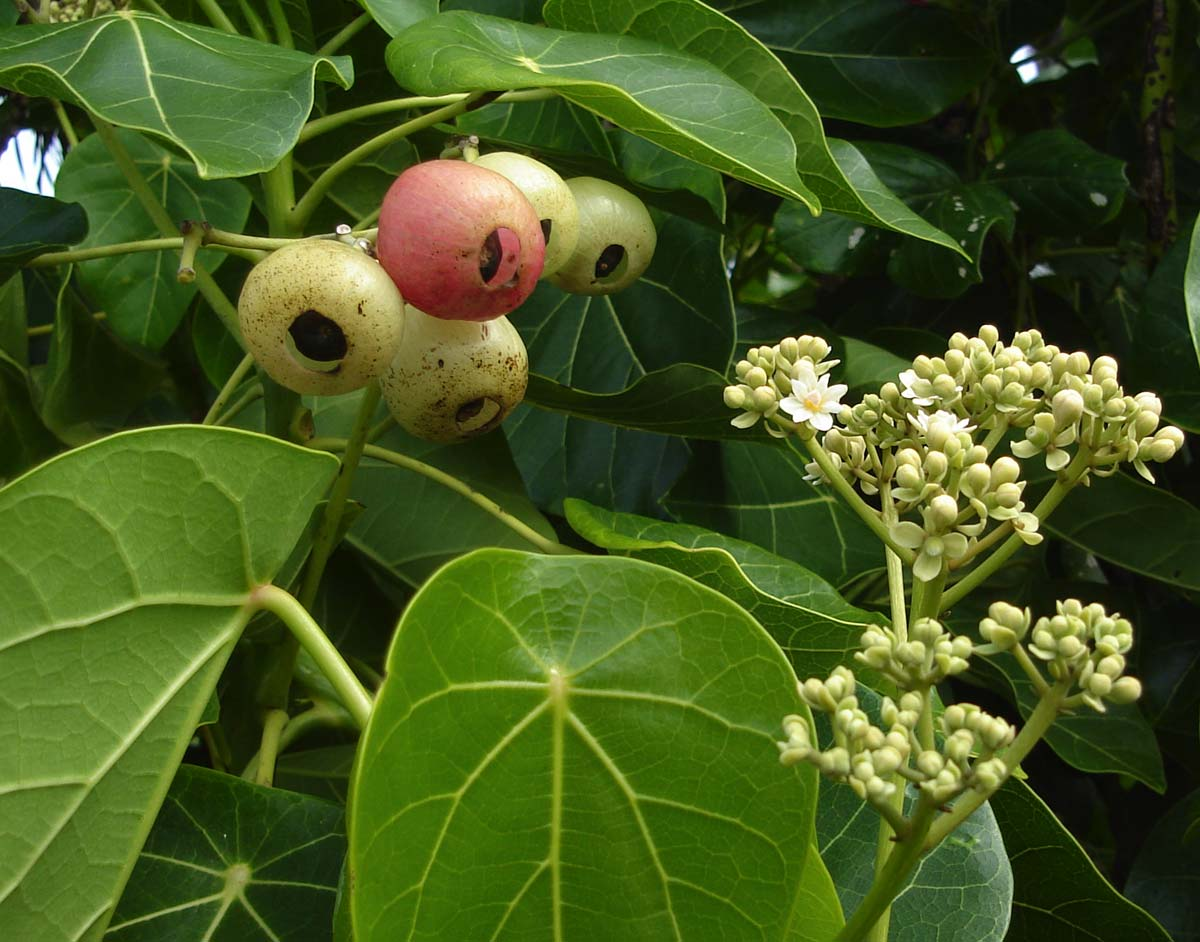
Flores e frutos de Hernandia nymphaeifolia (Hernandiaceae).

Laurales é uma ordem de plantas com flor (divisão Magnoliophyta), pertencente à classe Magnoliopsida, que inclui cerca de 2500-2800 espécies validamente descritas, agrupadas em 85-90 géneros repartidos por 7 famílias. São maioritariamente árvores e arbustos com distribuição natural nas regiões tropicais e subtropicais, com poucos géneros a ocorrerem em regiões temperadas. As espécies mais conhecidas pertencem às famílias Lauraceae (loureiro, caneleira, abacateiro e sassafrás) e Calycanthaceae (género ornamental Calycanthus). A ordem é considerada um grupo basal de angiospérmicas, incluída no clado Magnoliid, por vezes incluída nas Magnoliales, das quais é filogeneticamente próxima.

## Descrição
Os fósseis de Laurales mais antigos que se conhecem ocorrem em formações do Cretáceo Inferior. É possível que a origem antiga desta ordem seja uma das razões para a sua grande diversidade morfológica. De facto, presentemente, não existe propriedade comum que possa servir para unificar todos os membros das Laurales. Este facto é por vezes utilizado para invocar o incorrecta circunscrição desta ordem. A presente classificação é baseada em recentes dados moleculares e análises genéticas.
As Laurales são principalmente plantas perenifólias, lenhosas, com folhas simples e coreáceas. Os plastídeos apresentam cristalóides de proteína. Os nódulos são unilacunares. As folhas são opostas ou verticiladas. Os feixes vasculares dos pecíolos são curvos.
As flores ocorrem em inflorescências cimosas. As flores são períginas, com hipanto, com os carpelos muitas vezes incorporados num receptáculo carnudo, lenhoso na maturação do fruto. Da mesma forma, em geral existem estaminódios internos. Por carpelo ocorre um (ou dois) óvulo de inserção basal. O arquespório é multicelular. O estilódio é longo. O pólen é inaperturado.
Os frutos apresentam uma única semente, são em geral cápsulas indeiscentes, em geral drupas ou bagas.

## Taxonomia
A primeira indicação de que as Laurales não seriam um agrupamento natural, ou seja filogeneticamente justificável, foi publicada por Johannes Gottfried Hallier em 1905. Aquele sistemata considerava o agrupamento como derivado das Magnoliales e, portanto, parafilético quando considerado isoladamente.
Durante parte do século XX, a ordem Laurales incluiu geralmente o género Amborella e as espécies presentemente integradas nas Austrobaileyales e Chloranthaceae, situação que apenas se alterou em definitivo com o advento das técnicas de biologia molecular. os dados obtidos com recurso a essa técnicas vieram demonstrarque a inclusão destes taxa tornava muito difícil determinar as relações filogenéticas dentro da ordem Laurales e entre as Laurales e outros grupos.
Tendo em conta os resultados obtidos com recurso à biologia molecular, as seguintes família foram incluídas na ordem Laurales pelo Angiosperm Phylogeny Group no sistema de classificação APG III, situação que é mantida no sistema APG IV:
- Ordem Laurales Juss. ex Bercht. & J.Presl
  - Calycanthaceae Lindl., nom. cons.
  - Siparunaceae Schodde
  - Gomortegaceae Reiche, nom. cons.
  - Atherospermataceae R.Br.
  - Hernandiaceae Blume, nom. cons.
  - Monimiaceae Juss., nom. cons.
  - Lauraceae Juss., nom. cons.

A estrutura pode ser representada pelo seguinte cladograma:

|  | Canellales |
|  |            |
|  | Piperales  |
|  |            |

|  | Siparunaceae                                                         |
|  |                                                                      |
|  | \| \| Atherospermataceae \| \| \| \| \| \| Gomortegaceae \| \| \| \| |
|  |                                                                      |
|  | Atherospermataceae                                                   |
|  |                                                                      |
|  | Gomortegaceae                                                        |
|  |                                                                      |

|  | Atherospermataceae |
|  |                    |
|  | Gomortegaceae      |
|  |                    |

|  | Hernandiaceae                                             |
|  |                                                           |
|  | \| \| Monimiaceae \| \| \| \| \| \| Lauraceae \| \| \| \| |
|  |                                                           |
|  | Monimiaceae                                               |
|  |                                                           |
|  | Lauraceae                                                 |
|  |                                                           |

|  | Monimiaceae |
|  |             |
|  | Lauraceae   |
|  |             |

|  | Siparunaceae                                                         |
|  |                                                                      |
|  | \| \| Atherospermataceae \| \| \| \| \| \| Gomortegaceae \| \| \| \| |
|  |                                                                      |
|  | Atherospermataceae                                                   |
|  |                                                                      |
|  | Gomortegaceae                                                        |
|  |                                                                      |

|  | Atherospermataceae |
|  |                    |
|  | Gomortegaceae      |
|  |                    |

|  | Hernandiaceae                                             |
|  |                                                           |
|  | \| \| Monimiaceae \| \| \| \| \| \| Lauraceae \| \| \| \| |
|  |                                                           |
|  | Monimiaceae                                               |
|  |                                                           |
|  | Lauraceae                                                 |
|  |                                                           |

|  | Monimiaceae |
|  |             |
|  | Lauraceae   |
|  |             |

|  | Siparunaceae                                                         |
|  |                                                                      |
|  | \| \| Atherospermataceae \| \| \| \| \| \| Gomortegaceae \| \| \| \| |
|  |                                                                      |
|  | Atherospermataceae                                                   |
|  |                                                                      |
|  | Gomortegaceae                                                        |
|  |                                                                      |

|  | Atherospermataceae |
|  |                    |
|  | Gomortegaceae      |
|  |                    |

|  | Hernandiaceae                                             |
|  |                                                           |
|  | \| \| Monimiaceae \| \| \| \| \| \| Lauraceae \| \| \| \| |
|  |                                                           |
|  | Monimiaceae                                               |
|  |                                                           |
|  | Lauraceae                                                 |
|  |                                                           |

|  | Monimiaceae |
|  |             |
|  | Lauraceae   |
|  |             |

|  | Siparunaceae                                                         |
|  |                                                                      |
|  | \| \| Atherospermataceae \| \| \| \| \| \| Gomortegaceae \| \| \| \| |
|  |                                                                      |
|  | Atherospermataceae                                                   |
|  |                                                                      |
|  | Gomortegaceae                                                        |
|  |                                                                      |

|  | Atherospermataceae |
|  |                    |
|  | Gomortegaceae      |
|  |                    |

|  | Hernandiaceae                                             |
|  |                                                           |
|  | \| \| Monimiaceae \| \| \| \| \| \| Lauraceae \| \| \| \| |
|  |                                                           |
|  | Monimiaceae                                               |
|  |                                                           |
|  | Lauraceae                                                 |
|  |                                                           |

|  | Monimiaceae |
|  |             |
|  | Lauraceae   |
|  |             |

|  | Siparunaceae                                                         |
|  |                                                                      |
|  | \| \| Atherospermataceae \| \| \| \| \| \| Gomortegaceae \| \| \| \| |
|  |                                                                      |
|  | Atherospermataceae                                                   |
|  |                                                                      |
|  | Gomortegaceae                                                        |
|  |                                                                      |

|  | Atherospermataceae |
|  |                    |
|  | Gomortegaceae      |
|  |                    |

|  | Hernandiaceae                                             |
|  |                                                           |
|  | \| \| Monimiaceae \| \| \| \| \| \| Lauraceae \| \| \| \| |
|  |                                                           |
|  | Monimiaceae                                               |
|  |                                                           |
|  | Lauraceae                                                 |
|  |                                                           |

|  | Monimiaceae |
|  |             |
|  | Lauraceae   |
|  |             |

|  | Siparunaceae                                                         |
|  |                                                                      |
|  | \| \| Atherospermataceae \| \| \| \| \| \| Gomortegaceae \| \| \| \| |
|  |                                                                      |
|  | Atherospermataceae                                                   |
|  |                                                                      |
|  | Gomortegaceae                                                        |
|  |                                                                      |

|  | Atherospermataceae |
|  |                    |
|  | Gomortegaceae      |
|  |                    |

|  | Hernandiaceae                                             |
|  |                                                           |
|  | \| \| Monimiaceae \| \| \| \| \| \| Lauraceae \| \| \| \| |
|  |                                                           |
|  | Monimiaceae                                               |
|  |                                                           |
|  | Lauraceae                                                 |
|  |                                                           |

|  | Monimiaceae |
|  |             |
|  | Lauraceae   |
|  |             |

|  | Siparunaceae                                                         |
|  |                                                                      |
|  | \| \| Atherospermataceae \| \| \| \| \| \| Gomortegaceae \| \| \| \| |
|  |                                                                      |
|  | Atherospermataceae                                                   |
|  |                                                                      |
|  | Gomortegaceae                                                        |
|  |                                                                      |

|  | Atherospermataceae |
|  |                    |
|  | Gomortegaceae      |
|  |                    |

|  | Hernandiaceae                                             |
|  |                                                           |
|  | \| \| Monimiaceae \| \| \| \| \| \| Lauraceae \| \| \| \| |
|  |                                                           |
|  | Monimiaceae                                               |
|  |                                                           |
|  | Lauraceae                                                 |
|  |                                                           |

|  | Monimiaceae |
|  |             |
|  | Lauraceae   |
|  |             |

|  | Siparunaceae                                                         |
|  |                                                                      |
|  | \| \| Atherospermataceae \| \| \| \| \| \| Gomortegaceae \| \| \| \| |
|  |                                                                      |
|  | Atherospermataceae                                                   |
|  |                                                                      |
|  | Gomortegaceae                                                        |
|  |                                                                      |

|  | Atherospermataceae |
|  |                    |
|  | Gomortegaceae      |
|  |                    |

|  | Hernandiaceae                                             |
|  |                                                           |
|  | \| \| Monimiaceae \| \| \| \| \| \| Lauraceae \| \| \| \| |
|  |                                                           |
|  | Monimiaceae                                               |
|  |                                                           |
|  | Lauraceae                                                 |
|  |                                                           |

|  | Monimiaceae |
|  |             |
|  | Lauraceae   |
|  |             |

|  | Siparunaceae                                                         |
|  |                                                                      |
|  | \| \| Atherospermataceae \| \| \| \| \| \| Gomortegaceae \| \| \| \| |
|  |                                                                      |
|  | Atherospermataceae                                                   |
|  |                                                                      |
|  | Gomortegaceae                                                        |
|  |                                                                      |

|  | Atherospermataceae |
|  |                    |
|  | Gomortegaceae      |
|  |                    |

|  | Hernandiaceae                                             |
|  |                                                           |
|  | \| \| Monimiaceae \| \| \| \| \| \| Lauraceae \| \| \| \| |
|  |                                                           |
|  | Monimiaceae                                               |
|  |                                                           |
|  | Lauraceae                                                 |
|  |                                                           |

|  | Monimiaceae |
|  |             |
|  | Lauraceae   |
|  |             |

|  | Siparunaceae                                                         |
|  |                                                                      |
|  | \| \| Atherospermataceae \| \| \| \| \| \| Gomortegaceae \| \| \| \| |
|  |                                                                      |
|  | Atherospermataceae                                                   |
|  |                                                                      |
|  | Gomortegaceae                                                        |
|  |                                                                      |

|  | Atherospermataceae |
|  |                    |
|  | Gomortegaceae      |
|  |                    |

|  | Hernandiaceae                                             |
|  |                                                           |
|  | \| \| Monimiaceae \| \| \| \| \| \| Lauraceae \| \| \| \| |
|  |                                                           |
|  | Monimiaceae                                               |
|  |                                                           |
|  | Lauraceae                                                 |
|  |                                                           |

|  | Monimiaceae |
|  |             |
|  | Lauraceae   |
|  |             |

|  | Siparunaceae                                                         |
|  |                                                                      |
|  | \| \| Atherospermataceae \| \| \| \| \| \| Gomortegaceae \| \| \| \| |
|  |                                                                      |
|  | Atherospermataceae                                                   |
|  |                                                                      |
|  | Gomortegaceae                                                        |
|  |                                                                      |

|  | Atherospermataceae |
|  |                    |
|  | Gomortegaceae      |
|  |                    |

|  | Hernandiaceae                                             |
|  |                                                           |
|  | \| \| Monimiaceae \| \| \| \| \| \| Lauraceae \| \| \| \| |
|  |                                                           |
|  | Monimiaceae                                               |
|  |                                                           |
|  | Lauraceae                                                 |
|  |                                                           |

|  | Monimiaceae |
|  |             |
|  | Lauraceae   |
|  |             |

|  | Siparunaceae                                                         |
|  |                                                                      |
|  | \| \| Atherospermataceae \| \| \| \| \| \| Gomortegaceae \| \| \| \| |
|  |                                                                      |
|  | Atherospermataceae                                                   |
|  |                                                                      |
|  | Gomortegaceae                                                        |
|  |                                                                      |

|  | Atherospermataceae |
|  |                    |
|  | Gomortegaceae      |
|  |                    |

|  | Hernandiaceae                                             |
|  |                                                           |
|  | \| \| Monimiaceae \| \| \| \| \| \| Lauraceae \| \| \| \| |
|  |                                                           |
|  | Monimiaceae                                               |
|  |                                                           |
|  | Lauraceae                                                 |
|  |                                                           |

|  | Monimiaceae |
|  |             |
|  | Lauraceae   |
|  |             |

|  | Siparunaceae                                                         |
|  |                                                                      |
|  | \| \| Atherospermataceae \| \| \| \| \| \| Gomortegaceae \| \| \| \| |
|  |                                                                      |
|  | Atherospermataceae                                                   |
|  |                                                                      |
|  | Gomortegaceae                                                        |
|  |                                                                      |

|  | Atherospermataceae |
|  |                    |
|  | Gomortegaceae      |
|  |                    |

|  | Hernandiaceae                                             |
|  |                                                           |
|  | \| \| Monimiaceae \| \| \| \| \| \| Lauraceae \| \| \| \| |
|  |                                                           |
|  | Monimiaceae                                               |
|  |                                                           |
|  | Lauraceae                                                 |
|  |                                                           |

|  | Monimiaceae |
|  |             |
|  | Lauraceae   |
|  |             |

|  | Siparunaceae                                                         |
|  |                                                                      |
|  | \| \| Atherospermataceae \| \| \| \| \| \| Gomortegaceae \| \| \| \| |
|  |                                                                      |
|  | Atherospermataceae                                                   |
|  |                                                                      |
|  | Gomortegaceae                                                        |
|  |                                                                      |

|  | Atherospermataceae |
|  |                    |
|  | Gomortegaceae      |
|  |                    |

|  | Hernandiaceae                                             |
|  |                                                           |
|  | \| \| Monimiaceae \| \| \| \| \| \| Lauraceae \| \| \| \| |
|  |                                                           |
|  | Monimiaceae                                               |
|  |                                                           |
|  | Lauraceae                                                 |
|  |                                                           |

|  | Monimiaceae |
|  |             |
|  | Lauraceae   |
|  |             |

|  | Siparunaceae                                                         |
|  |                                                                      |
|  | \| \| Atherospermataceae \| \| \| \| \| \| Gomortegaceae \| \| \| \| |
|  |                                                                      |
|  | Atherospermataceae                                                   |
|  |                                                                      |
|  | Gomortegaceae                                                        |
|  |                                                                      |

|  | Atherospermataceae |
|  |                    |
|  | Gomortegaceae      |
|  |                    |

|  | Hernandiaceae                                             |
|  |                                                           |
|  | \| \| Monimiaceae \| \| \| \| \| \| Lauraceae \| \| \| \| |
|  |                                                           |
|  | Monimiaceae                                               |
|  |                                                           |
|  | Lauraceae                                                 |
|  |                                                           |

|  | Monimiaceae |
|  |             |
|  | Lauraceae   |
|  |             |

|  | Siparunaceae                                                         |
|  |                                                                      |
|  | \| \| Atherospermataceae \| \| \| \| \| \| Gomortegaceae \| \| \| \| |
|  |                                                                      |
|  | Atherospermataceae                                                   |
|  |                                                                      |
|  | Gomortegaceae                                                        |
|  |                                                                      |

|  | Atherospermataceae |
|  |                    |
|  | Gomortegaceae      |
|  |                    |

|  | Hernandiaceae                                             |
|  |                                                           |
|  | \| \| Monimiaceae \| \| \| \| \| \| Lauraceae \| \| \| \| |
|  |                                                           |
|  | Monimiaceae                                               |
|  |                                                           |
|  | Lauraceae                                                 |
|  |                                                           |

|  | Monimiaceae |
|  |             |
|  | Lauraceae   |
|  |             |

|  | Canellales |
|  |            |
|  | Piperales  |
|  |            |

|  | Siparunaceae                                                         |
|  |                                                                      |
|  | \| \| Atherospermataceae \| \| \| \| \| \| Gomortegaceae \| \| \| \| |
|  |                                                                      |
|  | Atherospermataceae                                                   |
|  |                                                                      |
|  | Gomortegaceae                                                        |
|  |                                                                      |

|  | Atherospermataceae |
|  |                    |
|  | Gomortegaceae      |
|  |                    |

|  | Hernandiaceae                                             |
|  |                                                           |
|  | \| \| Monimiaceae \| \| \| \| \| \| Lauraceae \| \| \| \| |
|  |                                                           |
|  | Monimiaceae                                               |
|  |                                                           |
|  | Lauraceae                                                 |
|  |                                                           |

|  | Monimiaceae |
|  |             |
|  | Lauraceae   |
|  |             |

|  | Siparunaceae                                                         |
|  |                                                                      |
|  | \| \| Atherospermataceae \| \| \| \| \| \| Gomortegaceae \| \| \| \| |
|  |                                                                      |
|  | Atherospermataceae                                                   |
|  |                                                                      |
|  | Gomortegaceae                                                        |
|  |                                                                      |

|  | Atherospermataceae |
|  |                    |
|  | Gomortegaceae      |
|  |                    |

|  | Hernandiaceae                                             |
|  |                                                           |
|  | \| \| Monimiaceae \| \| \| \| \| \| Lauraceae \| \| \| \| |
|  |                                                           |
|  | Monimiaceae                                               |
|  |                                                           |
|  | Lauraceae                                                 |
|  |                                                           |

|  | Monimiaceae |
|  |             |
|  | Lauraceae   |
|  |             |

|  | Siparunaceae                                                         |
|  |                                                                      |
|  | \| \| Atherospermataceae \| \| \| \| \| \| Gomortegaceae \| \| \| \| |
|  |                                                                      |
|  | Atherospermataceae                                                   |
|  |                                                                      |
|  | Gomortegaceae                                                        |
|  |                                                                      |

|  | Atherospermataceae |
|  |                    |
|  | Gomortegaceae      |
|  |                    |

|  | Hernandiaceae                                             |
|  |                                                           |
|  | \| \| Monimiaceae \| \| \| \| \| \| Lauraceae \| \| \| \| |
|  |                                                           |
|  | Monimiaceae                                               |
|  |                                                           |
|  | Lauraceae                                                 |
|  |                                                           |

|  | Monimiaceae |
|  |             |
|  | Lauraceae   |
|  |             |

|  | Siparunaceae                                                         |
|  |                                                                      |
|  | \| \| Atherospermataceae \| \| \| \| \| \| Gomortegaceae \| \| \| \| |
|  |                                                                      |
|  | Atherospermataceae                                                   |
|  |                                                                      |
|  | Gomortegaceae                                                        |
|  |                                                                      |

|  | Atherospermataceae |
|  |                    |
|  | Gomortegaceae      |
|  |                    |

|  | Hernandiaceae                                             |
|  |                                                           |
|  | \| \| Monimiaceae \| \| \| \| \| \| Lauraceae \| \| \| \| |
|  |                                                           |
|  | Monimiaceae                                               |
|  |                                                           |
|  | Lauraceae                                                 |
|  |                                                           |

|  | Monimiaceae |
|  |             |
|  | Lauraceae   |
|  |             |

|  | Siparunaceae                                                         |
|  |                                                                      |
|  | \| \| Atherospermataceae \| \| \| \| \| \| Gomortegaceae \| \| \| \| |
|  |                                                                      |
|  | Atherospermataceae                                                   |
|  |                                                                      |
|  | Gomortegaceae                                                        |
|  |                                                                      |

|  | Atherospermataceae |
|  |                    |
|  | Gomortegaceae      |
|  |                    |

|  | Hernandiaceae                                             |
|  |                                                           |
|  | \| \| Monimiaceae \| \| \| \| \| \| Lauraceae \| \| \| \| |
|  |                                                           |
|  | Monimiaceae                                               |
|  |                                                           |
|  | Lauraceae                                                 |
|  |                                                           |

|  | Monimiaceae |
|  |             |
|  | Lauraceae   |
|  |             |

|  | Siparunaceae                                                         |
|  |                                                                      |
|  | \| \| Atherospermataceae \| \| \| \| \| \| Gomortegaceae \| \| \| \| |
|  |                                                                      |
|  | Atherospermataceae                                                   |
|  |                                                                      |
|  | Gomortegaceae                                                        |
|  |                                                                      |

|  | Atherospermataceae |
|  |                    |
|  | Gomortegaceae      |
|  |                    |

|  | Hernandiaceae                                             |
|  |                                                           |
|  | \| \| Monimiaceae \| \| \| \| \| \| Lauraceae \| \| \| \| |
|  |                                                           |
|  | Monimiaceae                                               |
|  |                                                           |
|  | Lauraceae                                                 |
|  |                                                           |

|  | Monimiaceae |
|  |             |
|  | Lauraceae   |
|  |             |

|  | Siparunaceae                                                         |
|  |                                                                      |
|  | \| \| Atherospermataceae \| \| \| \| \| \| Gomortegaceae \| \| \| \| |
|  |                                                                      |
|  | Atherospermataceae                                                   |
|  |                                                                      |
|  | Gomortegaceae                                                        |
|  |                                                                      |

|  | Atherospermataceae |
|  |                    |
|  | Gomortegaceae      |
|  |                    |

|  | Hernandiaceae                                             |
|  |                                                           |
|  | \| \| Monimiaceae \| \| \| \| \| \| Lauraceae \| \| \| \| |
|  |                                                           |
|  | Monimiaceae                                               |
|  |                                                           |
|  | Lauraceae                                                 |
|  |                                                           |

|  | Monimiaceae |
|  |             |
|  | Lauraceae   |
|  |             |

|  | Siparunaceae                                                         |
|  |                                                                      |
|  | \| \| Atherospermataceae \| \| \| \| \| \| Gomortegaceae \| \| \| \| |
|  |                                                                      |
|  | Atherospermataceae                                                   |
|  |                                                                      |
|  | Gomortegaceae                                                        |
|  |                                                                      |

|  | Atherospermataceae |
|  |                    |
|  | Gomortegaceae      |
|  |                    |

|  | Hernandiaceae                                             |
|  |                                                           |
|  | \| \| Monimiaceae \| \| \| \| \| \| Lauraceae \| \| \| \| |
|  |                                                           |
|  | Monimiaceae                                               |
|  |                                                           |
|  | Lauraceae                                                 |
|  |                                                           |

|  | Monimiaceae |
|  |             |
|  | Lauraceae   |
|  |             |

|  | Siparunaceae                                                         |
|  |                                                                      |
|  | \| \| Atherospermataceae \| \| \| \| \| \| Gomortegaceae \| \| \| \| |
|  |                                                                      |
|  | Atherospermataceae                                                   |
|  |                                                                      |
|  | Gomortegaceae                                                        |
|  |                                                                      |

|  | Atherospermataceae |
|  |                    |
|  | Gomortegaceae      |
|  |                    |

|  | Hernandiaceae                                             |
|  |                                                           |
|  | \| \| Monimiaceae \| \| \| \| \| \| Lauraceae \| \| \| \| |
|  |                                                           |
|  | Monimiaceae                                               |
|  |                                                           |
|  | Lauraceae                                                 |
|  |                                                           |

|  | Monimiaceae |
|  |             |
|  | Lauraceae   |
|  |             |

|  | Siparunaceae                                                         |
|  |                                                                      |
|  | \| \| Atherospermataceae \| \| \| \| \| \| Gomortegaceae \| \| \| \| |
|  |                                                                      |
|  | Atherospermataceae                                                   |
|  |                                                                      |
|  | Gomortegaceae                                                        |
|  |                                                                      |

|  | Atherospermataceae |
|  |                    |
|  | Gomortegaceae      |
|  |                    |

|  | Hernandiaceae                                             |
|  |                                                           |
|  | \| \| Monimiaceae \| \| \| \| \| \| Lauraceae \| \| \| \| |
|  |                                                           |
|  | Monimiaceae                                               |
|  |                                                           |
|  | Lauraceae                                                 |
|  |                                                           |

|  | Monimiaceae |
|  |             |
|  | Lauraceae   |
|  |             |

|  | Siparunaceae                                                         |
|  |                                                                      |
|  | \| \| Atherospermataceae \| \| \| \| \| \| Gomortegaceae \| \| \| \| |
|  |                                                                      |
|  | Atherospermataceae                                                   |
|  |                                                                      |
|  | Gomortegaceae                                                        |
|  |                                                                      |

|  | Atherospermataceae |
|  |                    |
|  | Gomortegaceae      |
|  |                    |

|  | Hernandiaceae                                             |
|  |                                                           |
|  | \| \| Monimiaceae \| \| \| \| \| \| Lauraceae \| \| \| \| |
|  |                                                           |
|  | Monimiaceae                                               |
|  |                                                           |
|  | Lauraceae                                                 |
|  |                                                           |

|  | Monimiaceae |
|  |             |
|  | Lauraceae   |
|  |             |

|  | Siparunaceae                                                         |
|  |                                                                      |
|  | \| \| Atherospermataceae \| \| \| \| \| \| Gomortegaceae \| \| \| \| |
|  |                                                                      |
|  | Atherospermataceae                                                   |
|  |                                                                      |
|  | Gomortegaceae                                                        |
|  |                                                                      |

|  | Atherospermataceae |
|  |                    |
|  | Gomortegaceae      |
|  |                    |

|  | Hernandiaceae                                             |
|  |                                                           |
|  | \| \| Monimiaceae \| \| \| \| \| \| Lauraceae \| \| \| \| |
|  |                                                           |
|  | Monimiaceae                                               |
|  |                                                           |
|  | Lauraceae                                                 |
|  |                                                           |

|  | Monimiaceae |
|  |             |
|  | Lauraceae   |
|  |             |

|  | Siparunaceae                                                         |
|  |                                                                      |
|  | \| \| Atherospermataceae \| \| \| \| \| \| Gomortegaceae \| \| \| \| |
|  |                                                                      |
|  | Atherospermataceae                                                   |
|  |                                                                      |
|  | Gomortegaceae                                                        |
|  |                                                                      |

|  | Atherospermataceae |
|  |                    |
|  | Gomortegaceae      |
|  |                    |

|  | Hernandiaceae                                             |
|  |                                                           |
|  | \| \| Monimiaceae \| \| \| \| \| \| Lauraceae \| \| \| \| |
|  |                                                           |
|  | Monimiaceae                                               |
|  |                                                           |
|  | Lauraceae                                                 |
|  |                                                           |

|  | Monimiaceae |
|  |             |
|  | Lauraceae   |
|  |             |

|  | Siparunaceae                                                         |
|  |                                                                      |
|  | \| \| Atherospermataceae \| \| \| \| \| \| Gomortegaceae \| \| \| \| |
|  |                                                                      |
|  | Atherospermataceae                                                   |
|  |                                                                      |
|  | Gomortegaceae                                                        |
|  |                                                                      |

|  | Atherospermataceae |
|  |                    |
|  | Gomortegaceae      |
|  |                    |

|  | Hernandiaceae                                             |
|  |                                                           |
|  | \| \| Monimiaceae \| \| \| \| \| \| Lauraceae \| \| \| \| |
|  |                                                           |
|  | Monimiaceae                                               |
|  |                                                           |
|  | Lauraceae                                                 |
|  |                                                           |

|  | Monimiaceae |
|  |             |
|  | Lauraceae   |
|  |             |

|  | Siparunaceae                                                         |
|  |                                                                      |
|  | \| \| Atherospermataceae \| \| \| \| \| \| Gomortegaceae \| \| \| \| |
|  |                                                                      |
|  | Atherospermataceae                                                   |
|  |                                                                      |
|  | Gomortegaceae                                                        |
|  |                                                                      |

|  | Atherospermataceae |
|  |                    |
|  | Gomortegaceae      |
|  |                    |

|  | Hernandiaceae                                             |
|  |                                                           |
|  | \| \| Monimiaceae \| \| \| \| \| \| Lauraceae \| \| \| \| |
|  |                                                           |
|  | Monimiaceae                                               |
|  |                                                           |
|  | Lauraceae                                                 |
|  |                                                           |

|  | Monimiaceae |
|  |             |
|  | Lauraceae   |
|  |             |

|  | Siparunaceae                                                         |
|  |                                                                      |
|  | \| \| Atherospermataceae \| \| \| \| \| \| Gomortegaceae \| \| \| \| |
|  |                                                                      |
|  | Atherospermataceae                                                   |
|  |                                                                      |
|  | Gomortegaceae                                                        |
|  |                                                                      |

|  | Atherospermataceae |
|  |                    |
|  | Gomortegaceae      |
|  |                    |

|  | Hernandiaceae                                             |
|  |                                                           |
|  | \| \| Monimiaceae \| \| \| \| \| \| Lauraceae \| \| \| \| |
|  |                                                           |
|  | Monimiaceae                                               |
|  |                                                           |
|  | Lauraceae                                                 |
|  |                                                           |

|  | Monimiaceae |
|  |             |
|  | Lauraceae   |
|  |             |

No antigo sistema de Cronquist, as Laurales incluíam um conjunto de famílias ligeiramente diferente:
- Família Amborellaceae (actualmente na ordem Amborellales)
- Família Calycanthaceae
- Família Gomortegaceae
- Família Hernandiaceae
- Família Idiospermaceae (= Calycanthaceae pro parte)
- Família Lauraceae
- Família Monimiaceae (Cronquist incluia Atherospermataceae e Siparunaceae na família Monimiaceae)
- Família Trimeniaceae (não atribuída, incluída no grupo basal)